# Zündapp
Ne doit pas être confondu avec Zünd ou Zunda.
Zündapp fut l'un des grands constructeurs allemands de motocyclettes de 1921 à 1984.

## Histoire
La société Zünder und Apparatebau GmbH, fondée à Nuremberg en 1917 par Fritz Neumeyer en association avec la société Friedrich Krupp à Essen, est spécialisée dans la production de fusées d'obus. Après la Première Guerre mondiale, Krupp laisse Neumeyer seul à la tête de la firme qui se reconvertit dans la fabrication de motocyclettes : la toute première moto (la Z22) sort à l'automne 1921 avec le slogan publicitaire "La moto pour tous" (en allemand "Das Motorrad für Jedermann").

La Z22, avec son monocylindre deux-temps de 211 cm3, se voulait être la moto du peuple. Elle rencontra un vif succès car d'un prix abordable et économique à l'usage. Le 29 juin 1923 sur le circuit de l'Avus à Berlin, une Z22 battit un record mondial en parcourant 133 km avec seulement 1 litre de carburant.
À la fin des années trente, Zündapp travaille sur un modèle spécifique à la demande du Haut commandement des Armées : la KS 750. BMW ayant reçu la même mission, sortira la R75. Il s'agit d'une moto attelée dont la roue du side-car est motrice. Mais contrairement à d'autres productions comme la Gnome et Rhône AX2, celle-ci est motrice en permanence car la transmission est équipée d'un différentiel (que l'on peut bloquer pour le passage de bourbiers). C'est aussi la première moto de série avec freinage hydraulique sur la roue arrière et la roue du side-car. 18200 exemplaires ont été produits entre 1941 et 1945. La KS 750 a aussi équipé d'autres armées comme celle de la Finlande notamment. La BMW R75, de conception analogue mais avec quelques différences notables, a été produite à 16500 exemplaires.
Les grosses cylindrées Zündapp (parfois surnommées éléphants verts et éléphants volants pour les modèles KS 600 d'après-guerre) sont particulièrement prisées pour l'attelage à un side-car. La version militaire comporte un système de prise de force permettant de rendre motrice la roue du side-car en l'accouplant au pont arrière (couple conique de transmission) de la motocyclette, ce qui lui confère de bonnes aptitudes de traction en terrain neigeux ou boueux.
En 1958, l'activité de l'usine de Nuremberg est totalement transférée dans une nouvelle usine située à Munich après avoir fabriqué une mini-voiture, la Janus.
Zündapp cesse ses productions de motocyclettes de grosses cylindrées en 1958 et de moyennes cylindrées en 1963.
La société continue à produire des cyclomoteurs et des motocyclettes légères de 50 à 175 cm3 de cylindrée. C'est là qu'elle produit les célèbres KS 50. Il y a trois générations : les 517, les 529/530 et les 540. Zündapp produit également les GTS 50, CS 50, Sprinter et Hai 50 (même châssis 448, mais la Hai est une version trail/enduro). À noter, toujours en deux-temps, de plus grosses cylindrées avec les KS 80, KS 125 et KS 175.
Les petites cylindrées 2-temps sont également produites sous licence au Portugal sous la marque Famel.
La firme fait faillite le 13 août 1984.
Les outillages de production des dernières petites motocyclettes Zündapp sont vendus à un entrepreneur chinois.

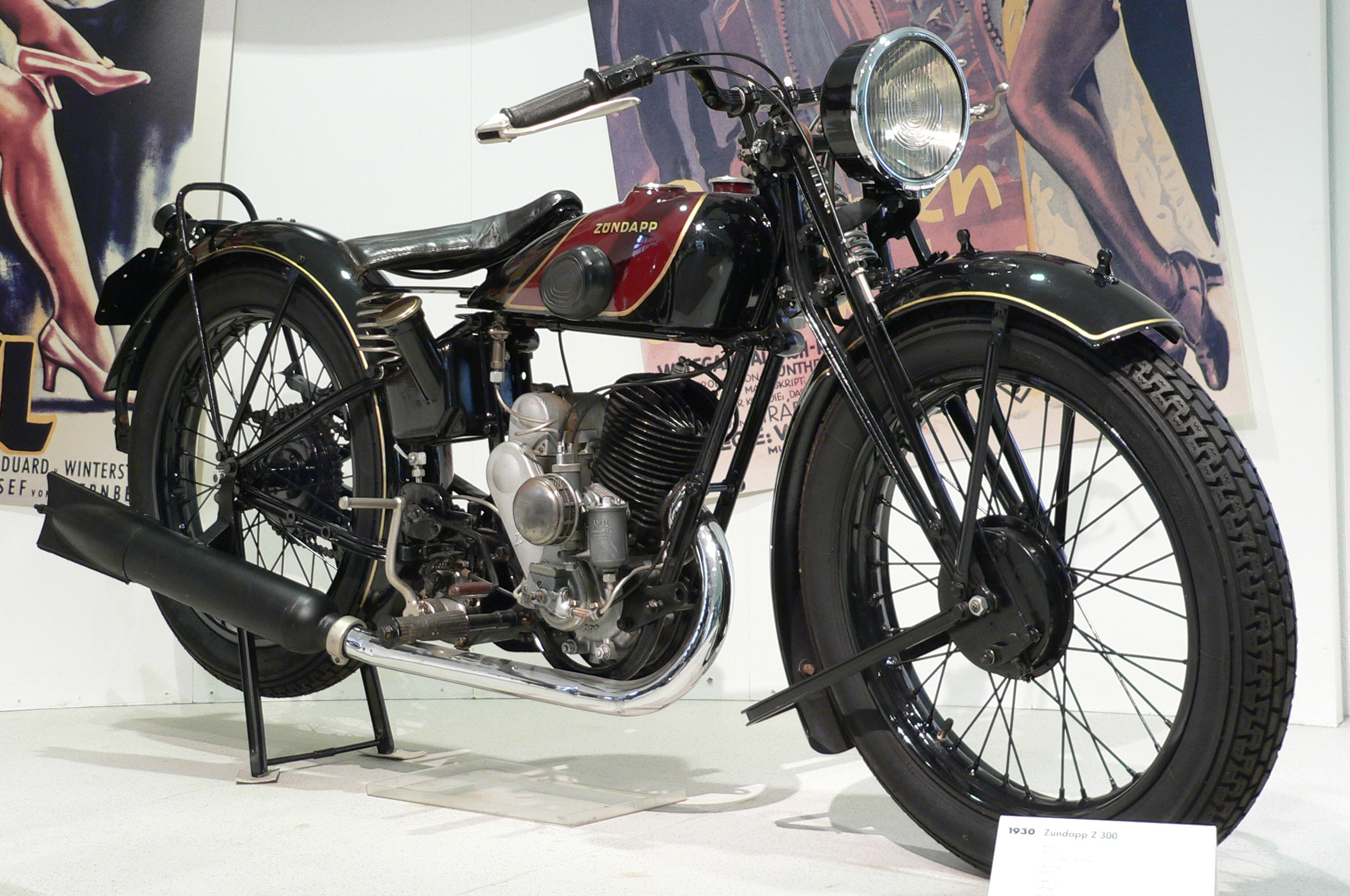
Zündapp Z 300 de 1930 au Musée du Deux-roues de Neckarsulm.
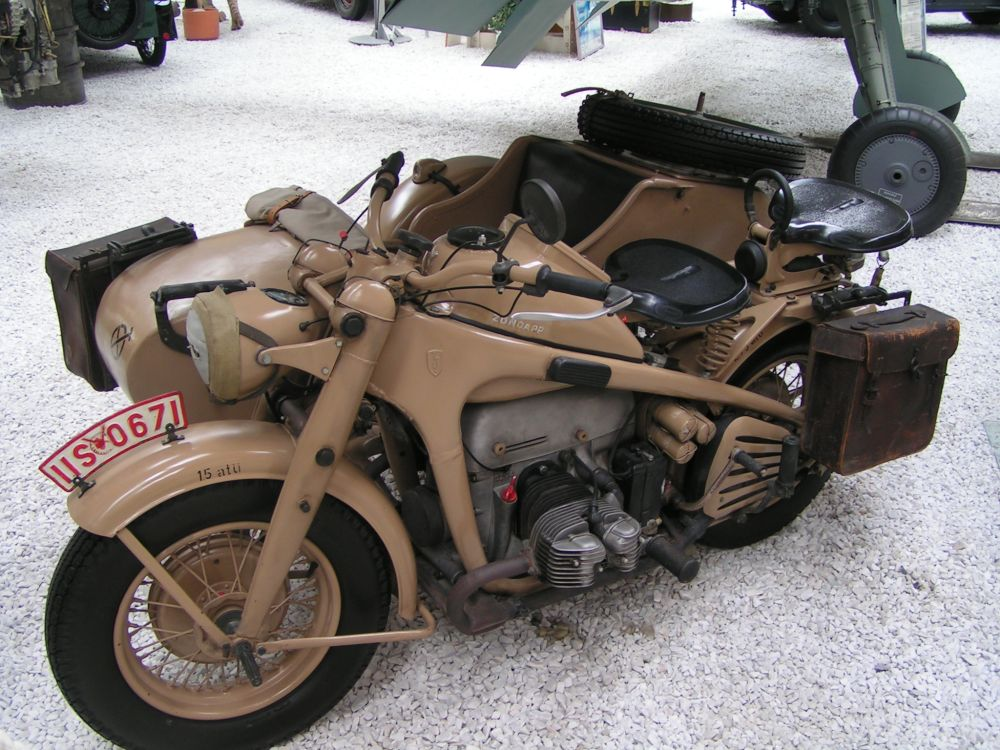
Zündapp KS 750 de la Wehrmacht, side-car des années 1940.
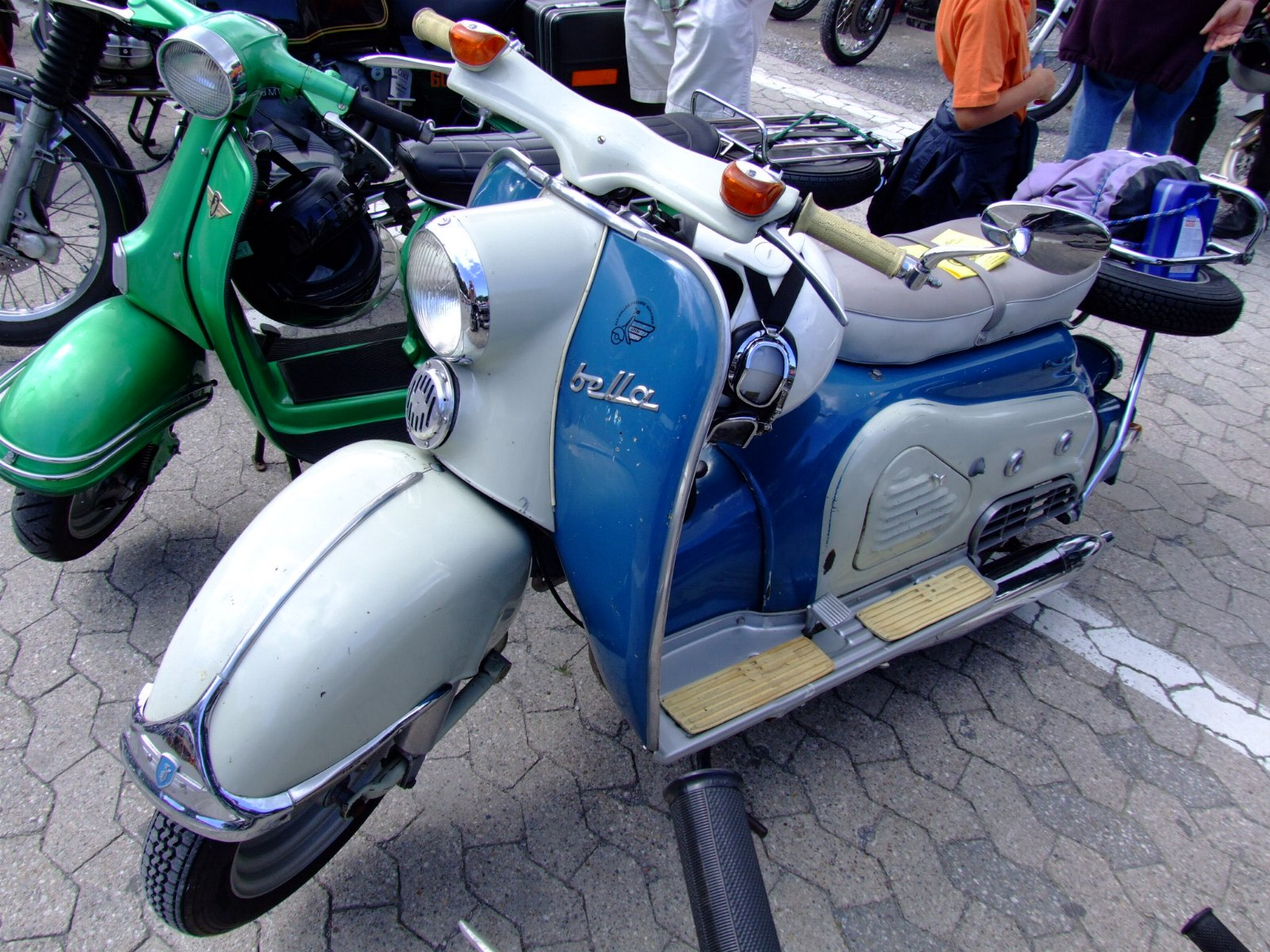
Scooter Zündapp Bella.
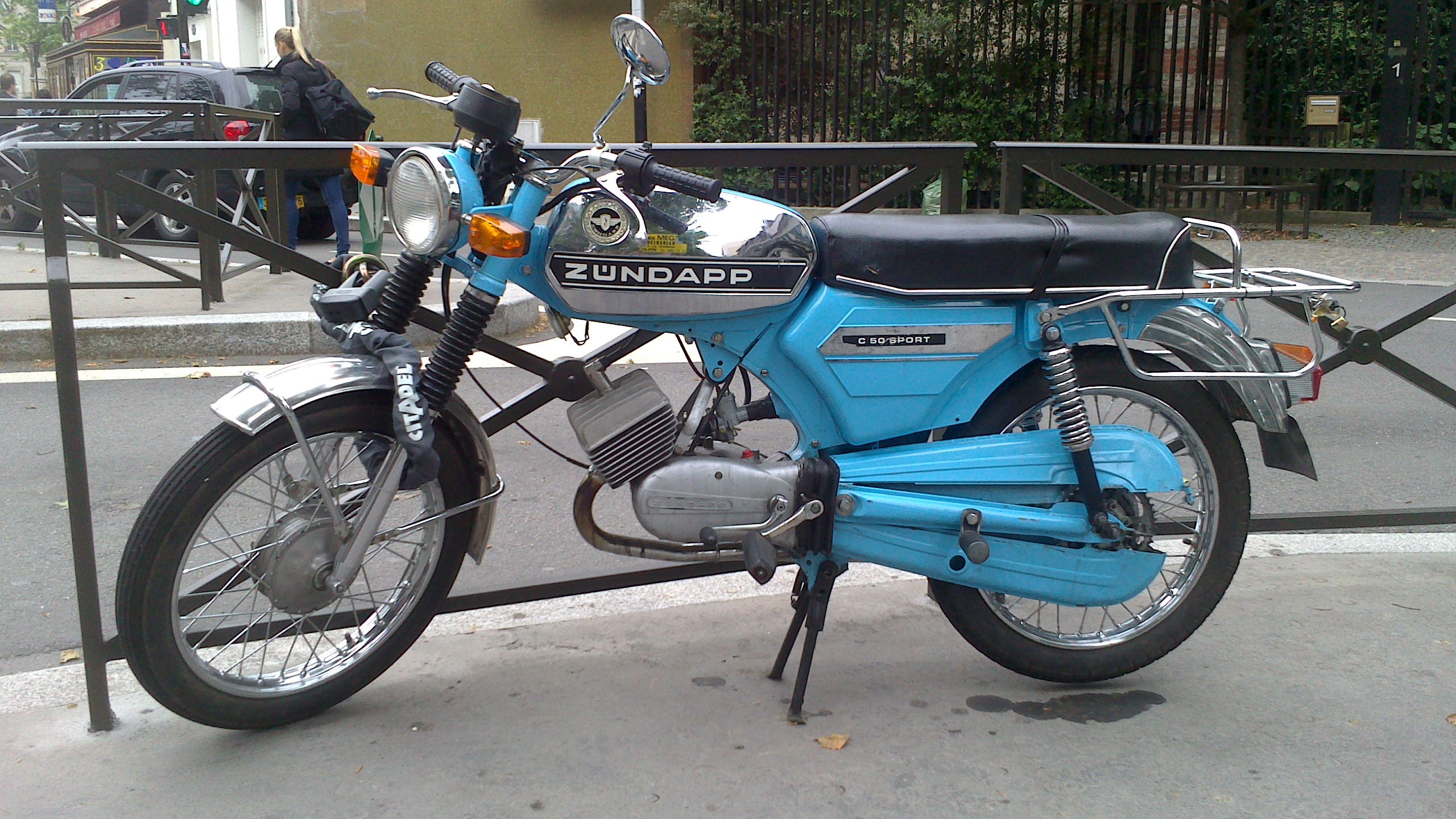
Motocyclette Zündapp C 50 Sport.
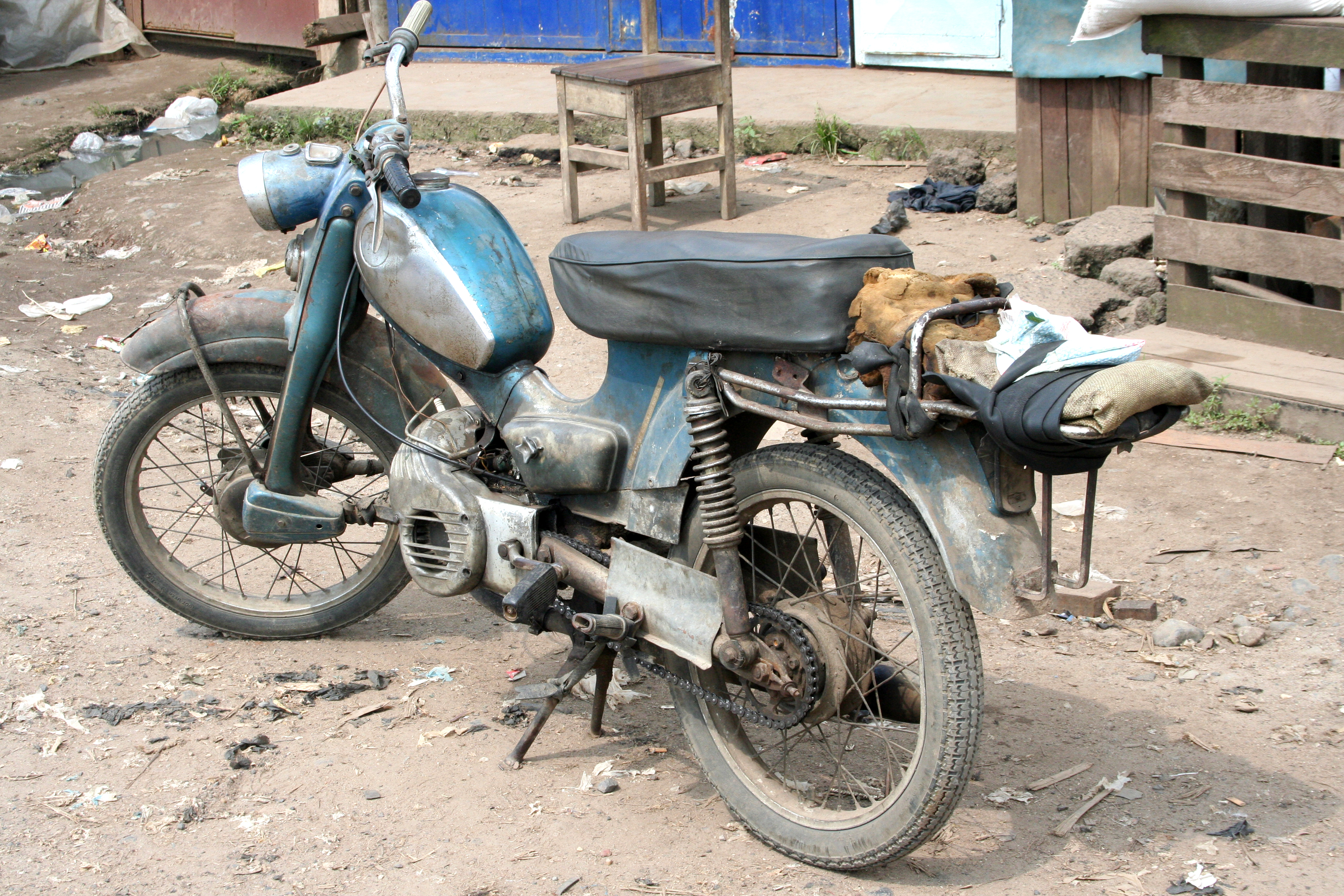
Ancien modèle Zündapp utilisé au Cameroun en 2007.